# Кент (Огайо)
Кент (англ. Kent) — самый большой город округа Портидж штата Огайо, США, с населением 28 904 человек по статистическим данным переписи 2010 года. На 1 июля 2019 года население города оценивалось в 29 646 человек.
Территория будущего города Кент была заселена в 1805 году и первое время была известна как Франклин Миллс (англ. Franklin Mills). Поселенцы были привлечены в этот район благодаря его расположению вдоль реки Кайахога, что делало эти места удобными для размещения водяных мельниц. В 1830-х и 1840-х годах район получил дальнейшее развитие благодаря строительству поблизости судоходного канала Пенсильвания — Огайо. В преддверии гражданской войны в США Франклин Миллс был известен как часть Подземной железной дороги. С разрушением канала и прокладкой железной дороги Franklin and Warren Railroad, город, благодаря политику и бизнесмену Марвину Кенту стал местом размещения сервисных мастерских более крупной железнодорожной компании, Atlantic and Great Western Railroad. В 1864 году Франклин Миллс был переименован в Кент в благодарность за усилия Марвина Кента по развитию города. С 1867 года — деревня, стал городом после переписи 1920 года. Сегодня Кент — это в первую очередь крупный образовательный центр, наиболее известный главным кампусом Кентского университета, основанного в 1910 году, и расстрелом безоружных студентов 4 мая 1970 года в ходе антивоенных демонстраций периода войны во Вьетнаме.
Образование является крупнейшим сектором экономики города, а государственный Кентский университет — один из крупнейших работодателей в регионе. Дополнительные возможности и ресурсы для обучения предоставляют школьный округ Кент-Сити и Кентская бесплатная библиотека, построенную на пожертвования предпринимателя и филантропа Эндрю Карнеги. Присутствие в городе университета влияет не только на экономику города, но и на его демографию, в частности, средний возраст, средний доход и долю горожан, живущих ниже уровня бедности. Город управляется выбираемым горожанами совет, который назначает сити-менеджера. Кент имеет около 20 парков и заповедников, в городе проводится ряд ежегодных фестивалей, в том числе связанных с Днем Земли, народной музыкой и Днём независимости США. Помимо спортивных команд Кентского университета, в городе также имеются другие команды и проводятся различные любительские и местные спортивные мероприятия в разное время в течение года. В Кенте работают три местные радиостанции и три телестанции, включая филиалы Национального общественного радио (NPR) и Службы общественного вещания (PBS). Местная транспортная инфраструктура включает в себя общественные автобусные перевозки, пешеходные и велосипедные маршруты. В Кенте размещается штаб-квартира международной корпорации Davey Tree Expert Company, которая известна услугами по уходу за деревьями и газонами, коммунальными и экологическими, благодаря чему Кент известен как «Город деревьев» (англ. The Tree City). В Кенте появились на свет многие известные люди.

## География
По данным Бюро переписи населения США, город Кент имеет общую площадь 24,0 квадратных километра, из которых 23,7 кв. километра занимает земля и 0,3 кв. километра — вода. Площадь водных ресурсов округа составляет 0,1 % от всей его площади. Город Кент расположен на высоте 322 метра над уровнем моря.

## Демография
| Год переписи | Нас.  |  | %±    |
| ------------ | ----- |  | ----- |
| 1870         | 2301  |  | —     |
| 1880         | 3309  |  | 43,8% |
| 1890         | 3501  |  | 5,8%  |
| 1900         | 4541  |  | 29,7% |
| 1910         | 4488  |  | −1,2% |
| 1920         | 7070  |  | 57,5% |
| 1930         | 8377  |  | 18,5% |
| 1940         | 8581  |  | 2,4%  |
| 1950         | 12418 |  | 44,7% |
| 1960         | 17836 |  | 43,6% |
| 1970         | 28183 |  | 58%   |
| 1980         | 26164 |  | −7,2% |
| 1990         | 28835 |  | 10,2% |
| 2000         | 27906 |  | −3,2% |
| 2010         | 28904 |  | 3,6%  |